# Саксония-Мерзебург
Херцогството Саксония-Мерзебург (на немски: Herzogtum Sachsen-Merseburg) е Секундогенитур-херцогство и територия в Свещената Римска империя. То съществува от 1656/1657 до 1738 г. Главният град-резиденция е Мерзебург и е собственост на странична линия на Албертинските Ветини.

## История
Саксонският курфюрст Йохан Георг I завещава на 20 юли 1652 г. на неговите трима по-малки сина (които нямат право да получат част от курфюрството) да получат Секундогенитур – княжества. След неговата смърт на 8 октомври 1656 г., на 22 април 1657 г. в Дрезден и още веднъж през 1663 г., братята си поделят чрез договор териториите. Създават се албертинските странични линии Саксония-Мерзебург, Саксония-Вайсенфелс и Саксония-Цайц, които основават свои херцогства. Принц Кристиан получава Саксония-Мерзебург.
Границата на херцогството стигала до град Лайпциг, митниците му били в днешния квартал Линденау. Към територията му влизат Графство Брена и Маркграфство Долна Лужица.
След смъртта на последния мъжки наследник саксонската странична линия Саксония-Мерзебург херцогството попада отново обратно към Курфюрство Саксония.

## Владетели
- 1656 – 1691 Кристиан I
- 1691 – 1694 Кристиан II
- 1694 – 1694 Кристиан III Мориц
- 1694 – 1731 Мориц Вилхелм
- 1731 – 1738 Хайнрих, преди това херцог на Саксония-Мерзебург-Шпремберг

## Странични линии
Херцог Кристиан I създава, както баща му, за тримата му по-малки синове владения като Апанаж. Те са наречени на резиденциите им. Линията Шпремберг успява да наследи главната линия Мерзебург. Te се прекратяват със смъртта на собствениците им, понеже нямат живи наследници.
- до 1715 Август, херцог на Саксония-Мерзебург-Цьорбиг
- до 1690 Филип, херцог на Саксония-Мерзебург-Лаухщет
- до 1731 Хайнрих, херцог на Саксония-Мерзебург-Шпремберг (наследява Саксония-Мерзебург, 1731)